# Świętajny
Świętajny (niem. Schwenteinen) – osada w Polsce położona w województwie warmińsko-mazurskim, w powiecie olsztyńskim, w gminie Olsztynek. W latach 1975–1998 miejscowość należała administracyjnie do województwa olsztyńskiego.
Niewielka wieś, położona 4 km na zachód od Olsztynka, przy szosie wiodącej do Ostródy. W miejscowości znajduje się restauracja węgierska.

## Historia
Wieś wymieniana w dokumentach z 1414 roku, wtedy uległa zniszczeniu podczas jednej z wojny polsko-krzyżackiej. W czasach krzyżackich wieś pojawia się w dokumentach w roku 1448, podlegała pod komturię w Olsztynku, były to dobra rycerskie.
W XIX wieku był tu folwark. W 1939 roku mieszkały we wsi 62 osoby. W 1997 r. było w Świętajnach 12 mieszkańców. W 2005 r. we wsi mieszkało 13 osób.